# Arrataszen
Arrataszen – wieś w Armenii, w prowincji Armawir. W 2011 roku liczyła 2505 mieszkańców.